# جون وولكر (موسيقي شيكاغو)
جوناثن جيكب وولكر (بالإنجليزية: Jonathan Jacob Walker) (ولد يوم 17 شتنبر 1985) موسيقي أمريكي. هو عازف غيتار البيس السابق لفرقة بانيك! آت ذا ديسكو، كان وولكر أيضا عازف الغيتار الرئيسي ومغنيا ثانويا أحيانا في فرقة ذا يونغ فينز (التي أسسها مع ريان روس عازف الغيتار السابق في فرقة بانيك! آت ذا ديسكو
)، وهو الآن لا يعمل مع أي فرقة الآن. يقوم وولكر الآن غالبا بكتابة الأغاني وإنتاجها، فقد أصدر عدة ألبومات فردية.

## المسار المهني

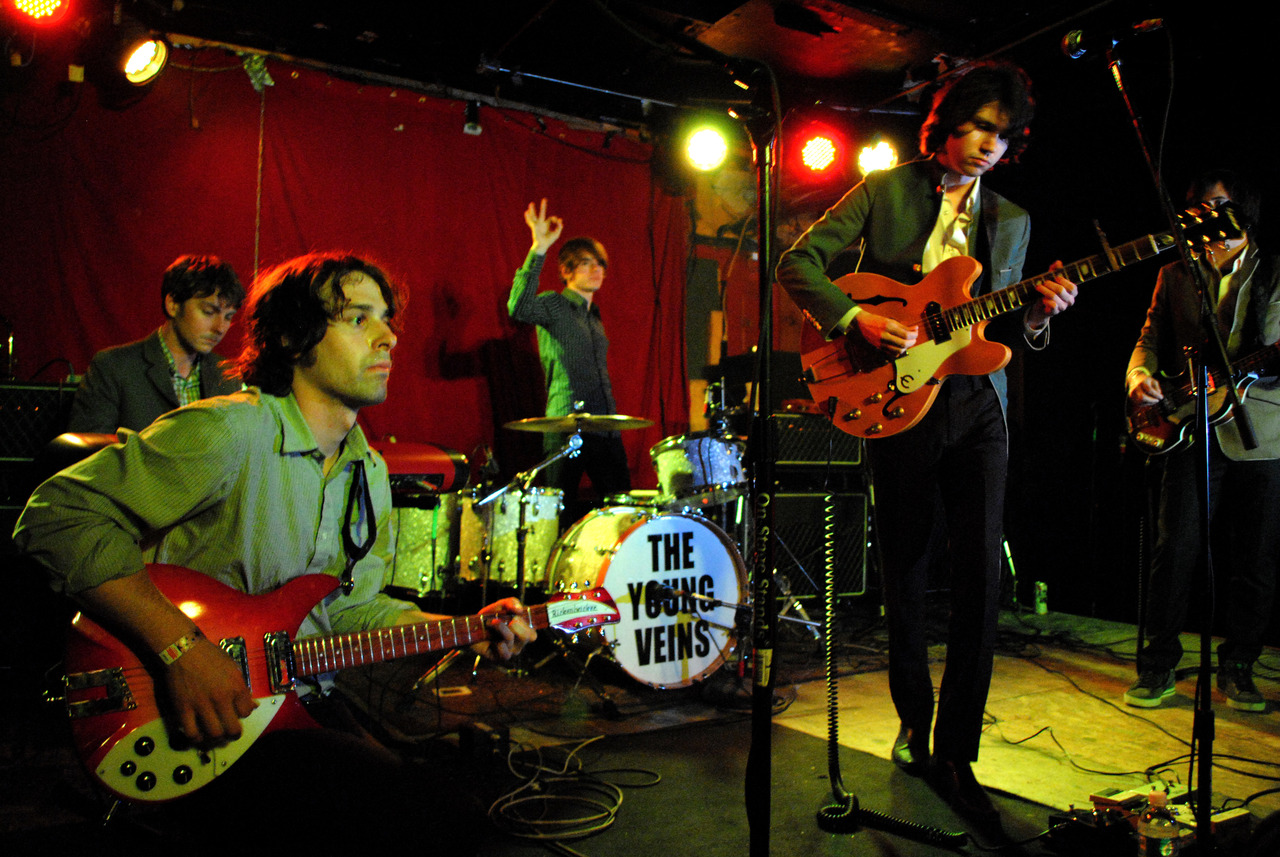
فرقة The Young Veins أثناء تجهيز معداتهم لحفل في جاك رابيتس، جاكسونفيل، فلوريدا، بتاريخ 27 مارس 2010.

إرتاد وولكر مدرسة بارتليت الثانوية بقرية بارتليت بإلينوي وبدأت شهرته في العالم الموسيقي بشيكاغو سنة 2003 عندما كان يبلغ 17 سنة فقط، فقد كان عازف البيس الإحتياطي لفرقة «504بلان». تفككت الفرقة بعد مدة قليلة من انضمامه، فذهب وولكر في جولات مع فرقة «ذي أكاديمي إز...» كخبير غيتار ومصور. إنضم لفرقة بانيك! آت ذا ديسكو سنة 2006 ليعوض عازف البيس السابق برنت ويلسون. عند انضمامه كان يبلغ 20 سنة مما جعله أكبر عضو في الفرقة سنا. كان وولكر مع بانيك! آت ذا ديسكو عندما ربحوا جائزة فيديو السنة سنة 2006 في حفل إم تي في لتقديم جوائز الفيديو والموسيقى لأغنيتهم «أكتب السيئات لا المآسي»، رغم أنه لم يسجل الأغنية مع الفرقة ولم يظهر في الفيديو الموسيقي. شارك في كتابة ألبوم إستوديو واحد مع الفرقة، «غريب. جدا.»، وألبوما مباشرا، «غريب. جدا. مباشرة في شيكاغو».
في يوليوز 2009 ترك جون وولكر و ريان روس (عضو آخر في الفرقة) بانيك! آت ذا ديسكو، وبررا ذلك بإختلاف في الأفكار، ثم شكلا فرقة أخرى هي ذا يونغ فينز. أكملت فرقة ذا يونغ فينز جولتين سنة 2010، واحدة مع فرقة «فوكسي شازام» والأخرى مع فرقة «روني». يوم 10 دجنبر 2010 أعلن وولكر عبر تويتر أن أعضاء ذا يونغ فينز سيكونون في إجازة، أشار لاحقا في مقابلات إلى أن الإختلاف السابق في الأفكار أثر على مشاريع الفرقة الجديدة.
منذ 2011 أصدر ألبومين من نوع LP وثلاثة أسطوانات مطولة وقد أصدرها بنفسه دون تدخل شركة إنتاج، جميع هذه الألبومات متوفرة للتحميل المجاني على صفحة «باندكامب» الخاصة به. أصدر أيضا أغنية مع «فيكتوريا أشر» وهي عضوة سابقة في فرقة «كوبرا ستارشيب» تحت عنوان «يبدأ الضغط» يوم 15 دجنبر 2016. يوم 24 يوليوز 2018 صدر الفيلم القصير «فاصل» الذي لحن وولكر موسيقاه.

## ديسكوغرافيا

### مع بانيك! آت ذا ديسكو
- مارس 2008 – غريب. جدا. (.Pretty. Odd)
- دجنبر 2008 – ...مباشرة في شيكاغو (...Live in Chicago)

### مع ذا يونغ فينز
- يونيو 2010 – خد استراحة! (!Take a Vacation)

### ديسكوغرافيا فردية
- يناير 2011 – تسجيلات منزلية (أسطوانة مطولة) (Home Recordings)
- أكتوبر 2011 – أغان جديدة (إل بي) (New Songs)
- نونبر 2012 – حلم مجنون (أسطوانة مطولة) (Crazy Dream)
- يناير 2014 – اتصالات (إل بي) (Connections)
- اكتبر 2015 – حياة حقيقية (أسطوانة مطولة) (Real Life)
- دجنبر 2016 – «يبدأ الضغط» (أغنية منفردة) (Push Comes to Shove) لفيكي تي وساعد جون على كتابتها وأدى فيها غناء خلفيا[15]

## وصلات خارجية
- جون ووكر على موقع IMDb (الإنجليزية)
- جون ووكر على موقع ميوزك برينز (الإنجليزية)
- جون ووكر على موقع أول ميوزيك (الإنجليزية)
- جون ووكر على موقع ديسكوغز (الإنجليزية)

- الموقع الرسمي